# Халтурино (Кировская область)
Халтурино — упразднённая в 2016 году деревня в Яранском районе Кировской области России. Входит в состав Опытнопольского сельского поселения.

## География
Деревня находится в юго-западной части Кировской области, в зоне хвойно-широколиственных лесов, на левом берегу реки Шошмы, к западу от автодороги Р176, на расстоянии приблизительно 9 километров (по прямой) к северо-западу от города Яранска, административного центра района.
Абсолютная высота — 115 метров над уровнем моря.

## Климат
Климат характеризуется как умеренно континентальный, с умеренно холодной снежной зимой и тёплым летом. Среднегодовая температура — 2 — 2,3 °C. Средняя температура воздуха самого холодного месяца (января) составляет −13,6 °C (абсолютный минимум — −46 °С); самого тёплого месяца (июля) — 18,3 °C (абсолютный максимум — 37 °С). Безморозный период длится в течение 117 дней. Годовое количество атмосферных осадков — 639 мм, из которых 405 мм выпадает в период с апреля по октябрь. Снежный покров держится в течение 162 дней.

## История
Снят с учёта 29.02.2016.

## Население
| 2010 |
| ---- |
| 0    |

## Инфраструктура
Было личное подсобное хозяйство.

## Транспорт
Просёлочная дорога.